# Sudamericano Juvenil B de Rugby 2013
El Sudamericano Juvenil B de Rugby del 2013 fue la sexta edición del torneo creado en el 2008, Paraguay tuvo la responsabilidad de organizar el cuadrangular con la unión de ese país y el apoyo de la Confederación Sudamericana.

## Ronda de permanencia
Paraguay (último de la División A 2012) y Brasil (campeón de la División B 2012) jugaron un partido para definir quien permanecía en la divisional de élite y quien se resignaba a segunda división. Este enfrentamiento se celebró en Asunción del Paraguay, el local lo perdió y de esta forma descendió por primera vez al torneo de segunda.
| 2 de junio de 2013                 | Paraguay | 11 - 15 | Brasil | cancha del CURDA, Asunción, Paraguay  |  |
|                                    |          |         |        | Árbitro(s): Emilio Traverso Argentina |  |
| Brasil clasifica al Sudamericano A |          |         |        |                                       |  |

## Equipos participantes
- Selección juvenil de rugby de Colombia (Tucanes M18)
- Selección juvenil de rugby de Paraguay (Yacarés M18)
- Selección juvenil de rugby de Perú (Tumis M18)
- Selección juvenil de rugby de Venezuela (Orquídeas M18)

## Posiciones
| Pos. | Equipo    | Encuentros | Encuentros | Encuentros | Encuentros | Tantos  | Tantos    | Tantos     | Puntos |
| Pos. | Equipo    | jugados    | ganados    | empatados  | perdidos   | a favor | en contra | diferencia | Puntos |
| ---- | --------- | ---------- | ---------- | ---------- | ---------- | ------- | --------- | ---------- | ------ |
| 1    | Paraguay  | 3          | 3          | 0          | 0          | 174     | 24        | + 150      | 9      |
| 2    | Colombia  | 3          | 2          | 0          | 1          | 151     | 22        | + 129      | 6      |
| 3    | Perú      | 3          | 1          | 0          | 2          | 57      | 134       | - 77       | 3      |
| 4    | Venezuela | 3          | 0          | 0          | 3          | 15      | 217       | - 202      | 0      |

Nota: Se otorgan 3 puntos al equipo que gane un partido, 1 al que empate y 0 al que pierda
|  | Campeón y clasifica al SJ A 2014 |

## Resultados

### Primera Fecha[5]
| 13 de octubre 15:30 | Colombia | 83 - 5  | Venezuela | Rakiura, Luque, Paraguay               |                                        |
|                     |          | Reporte |           | Árbitro(s): Francisco González Uruguay | Árbitro(s): Francisco González Uruguay |

| 13 de octubre 17:00 | Paraguay | 74 - 6  | Perú | Rakiura, Luque, Paraguay         |                                  |
|                     |          | Reporte |      | Árbitro(s): Rodrigo Puelma Chile | Árbitro(s): Rodrigo Puelma Chile |

### Segunda Fecha[6]
| 16 de octubre 17:30 | Colombia | 55 - 0  | Perú | Rakiura, Luque, Paraguay                |                                         |
|                     |          | Reporte |      | Árbitro(s): Juan Esteban Silva Paraguay | Árbitro(s): Juan Esteban Silva Paraguay |

| 16 de octubre 19:00 | Paraguay | 83 - 5  | Venezuela | Rakiura, Luque, Paraguay                 |                                          |
|                     |          | Reporte |           | Árbitro(s): Santiago Altobelli Argentina | Árbitro(s): Santiago Altobelli Argentina |

### Tercera Fecha
| 19 de octubre 15:30 | Venezuela | 5 - 51  | Perú | Rakiura, Luque, Paraguay                |                                         |
|                     |           | Reporte |      | Árbitro(s): Juan Esteban Silva Paraguay | Árbitro(s): Juan Esteban Silva Paraguay |

| 19 de octubre 17:00 | Paraguay | 17 - 13 | Colombia | Rakiura, Luque, Paraguay               |                                        |
|                     |          | Reporte |          | Árbitro(s): Francisco González Uruguay | Árbitro(s): Francisco González Uruguay |

| Bandera de Paraguay |
| Campeón Paraguay    |
| Primer título       |

## Clasificación alSudamericano Juvenil A
El campeón del torneo se adjudicaba la copa y además el ascenso a la primera división, por lo que el partido entre Paraguay y Colombia significó algo más que el título. Los locales que lograron dar vuelta un resultado adverso en el último minuto clasificaron a la división A, por lo que actuarán en el Juvenil A 2014 de la máxima categoría junto a Argentina, Uruguay, Chile y Brasil. Como la CONSUR planificó que el torneo de primer nivel vuelva a tener 5 selecciones, los Yacare'í no deberán pasar por una llave de permanencia como ha sucedido en años anteriores.